# Storena flavipes
Storena flavipes är en spindelart som först beskrevs av Arthur Urquhart 1893.  Storena flavipes ingår i släktet Storena och familjen Zodariidae.
Artens utbredningsområde är Tasmanien. Inga underarter finns listade i Catalogue of Life.